# 2CELLOS

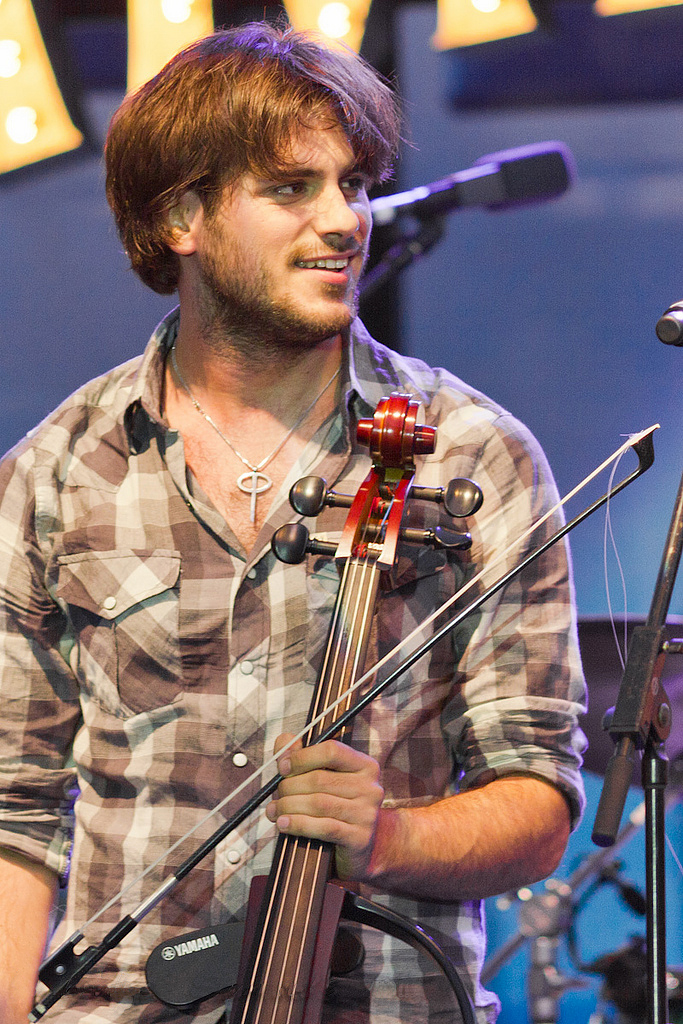
司傑潘·豪瑟

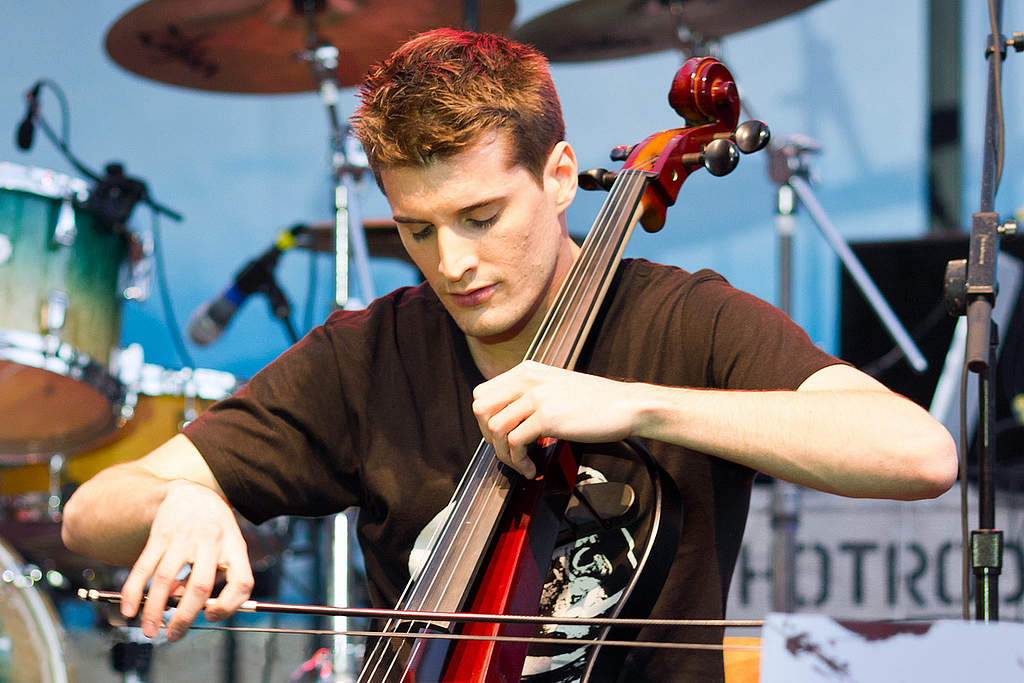
路卡·蘇利克

2Cellos（写作 2CELLOS），是一个克罗地亚、斯洛文尼亚的大提琴双人组，由路卡·蘇利克（Luka Šulić）和斯蒂潘·豪瑟组成。2011年4月12日起和索尼傑作签约， 两人是在YouTube上上传了一段他们的大提琴版麥可·傑克森的《Smooth Criminal》后被发掘的.

## 背景
蘇利克出生在南斯拉夫斯洛文尼亚的马里博尔， 而豪瑟出生在南斯拉夫克罗地亚的普拉，并在少年时代就遇到了一个克罗地亚的大师。較年輕的蘇利克有一年和豪瑟一起出席了在萨格勒布的音樂會，并且同时去了维也纳学习。
蘇利克不久进入伦敦的英国皇家音乐学院，而此时豪瑟进入了在曼彻斯特的英国皇家北方音乐学院。 两人成名是在他们的《Smooth Criminal》 在Youtube上成为点閱热点之后， 在两周之内收到了超过三百万的点閱和总共超过一千一百万次的播放。
音乐的创作说明他们两人当时其实正在经济困难当中, 尽管他们在英国取得了音乐上的成功。两人在普兰相遇，在那里，豪瑟的一个导演朋友，建议他们尝试创作流行音乐《Smooth Criminal》的剪辑来打开相应市场。这部剪辑，最初推出是2011年1月20日， 展示Šulić 和Hauser相对坐在在一间大而明亮的屋子里, 演奏杰克逊的音乐。 事实上，在他们合伙之前，两名大提琴演奏者被视为是对手，在音乐会上相互竞争。

## 音樂作品

### 專輯
- 2Cellos 頂尖對決 - 2011
- In2ition 二度交鋒 - 2012
- CELLOVERSE 浩瀚無限 -2015
- SCORE 電影巡禮 -2017